# Антемій Прокопій
Антемій Прокопій (лат. Procopius Anthemius, грец. Προκόπιος Ανθέμιος; бл. 420, Константинополь — 11 липня 472, Рим) — імператор Західної Римської імперії у 467 — 472 роках.

## Походження
Антемій був за походженням грек. Онук за батьком узурпатора Прокопія, за жіночою лінією — префекта преторіанців Флавія Антемія, який у 410 році фактично управляв імперією при юному імператорі Феодосії II. Син Прокопія і Антемії.
Антемій керував військами і воював проти готів та гунів на Дунаї і займав консульську посаду. Бувши зятем Маркіана (одружений з його донькою Марцією Євфемією) та magister militum praesentalis після його смерті у 457 році мав найкращі шанси стати імператором. Однак Лев I Макелла при допомозі свого генерала Аспара отримує трон.

## Правління
Полководець Ріцімер, який у той час фактично управляв Італією у 466 році, згодився на прийняття Антемія у західній частині імперії, оскільки трон уже був деякий час не зайнятим. Спочатку його проголошують цезарем у січні 467 року і пізніше, 12 квітня того ж року неподалік від Риму Антемій був проголошений авґустом та імператором Західної Римської імперії. Втім, ніякої реальної влади він не отримав, оскільки справжнім господарем Італії надалі залишався полководець Ріцімер.
Правління Антемія було для нього важким. Він ворогував з римським духовенством та владними верствами, бувши для них Graecus imperator — грецьким імператором і навіть підпав у церкві під звинувачення в єресі. Військовий похід проти вандалів у 468 році також закінчився важкою невдачею і забрав багато ресурсів (тільки для флоту використано 65000 фунтів золота та 700000 фунтів срібла). У 468 році казна імперії стає пустою, армія розбігається. У 470/471 Ейріху королю вестготів вдається розбити римське військо, та одночасно наладити контакти з Ріцімером.

## Хвороба і смерть
У 470 Антемій серйозно хворіє — припускаючи заговір проти нього, та вдаючись до різних заходів протидії. За цими подіями був очевидно конфлікт між Ріцімером та Антемієм. Конфлікт набирає сили у 472 році. Ріцімер, використовуючи цю сварку як привід, покидає Рим та з 6000 солдат пішов у місто Медіолан де оголосив новим імператором Олібрія.
У 472 році Ріцімер об'єднався разом з варварами, підійшов до Риму і почав його осаду. 11 липня 472 року він зміг захопити місто, а сам Антемій був страчений. Після його смерті новим імператором Заходу став сенатор Олібрій.

Син Антемія Марціан, консул 469 року пробував повстати проти Зенона, однак без успіху.